# お昼のお好み歌謡曲
お昼のお好み歌謡曲（おひるのおこのみかようきょく）は、AM岐阜ラジオで平日の昼に放送しているラジオ番組。

## 放送時間
- 月曜日～木曜日　12:00～12:55
- 金曜日　12:00～13:55

## 金曜日の放送について
金曜日は、岐阜市柳ヶ瀬の『岐阜新聞・柳ヶ瀬アネックス』からの公開 生放送 となる。

## パーソナリティ
- 柳精（月曜・火曜）
- 西金之助（水曜～金曜）

## 歌のジャンル
演歌・歌謡曲を中心に扱っているが、金曜13時台は、オールジャンルで扱っているときもある。

## 時間等の変則について
7月・8月は、高校野球大会が行われるため12:50までの放送となる。